# Grasulfo I del Friuli
Grasulfo I (fl. VI secolo) è stato un duca longobardo, duca del Friuli dal 581 circa al 590.
Subì una spedizione in Istria per ordine del re Autari e guidata dal duca di Trento Ewin allo scopo di conquistarla o di punire Grasulfo. Egli infatti stava per passare dalla parte dei bizantini, come aveva già fatto Droctulfo, secondo una lettera scritta attorno al 581 di Gogone, maggiordomo di Childeberto II.
Gli successe Gisulfo II.